# جیک چارلز
جیک چارلز (انگلیسی: Jake Charles؛ زادهٔ ۱۶ فوریهٔ ۱۹۹۶) بازیکن فوتبال اهل بریتانیا است.
از باشگاه‌هایی که در آن بازی کرده‌است می‌توان به باشگاه فوتبال هادرزفیلد تاون و باشگاه فوتبال گایزلی اشاره کرد.
وی همچنین در تیم‌های ملی فوتبال Wales national under-17 football team, Wales national under-19 football team، و زیر ۲۱ سال ولز بازی کرده‌است.